# Douy
Pour les articles homonymes, voir Douy (homonymie).
Douy est une ancienne commune française située dans le département d'Eure-et-Loir, en région Centre-Val de Loire. Depuis le 1er janvier 2017, Douy est intégrée à la commune nouvelle de Cloyes-les-Trois-Rivières.

### Situation

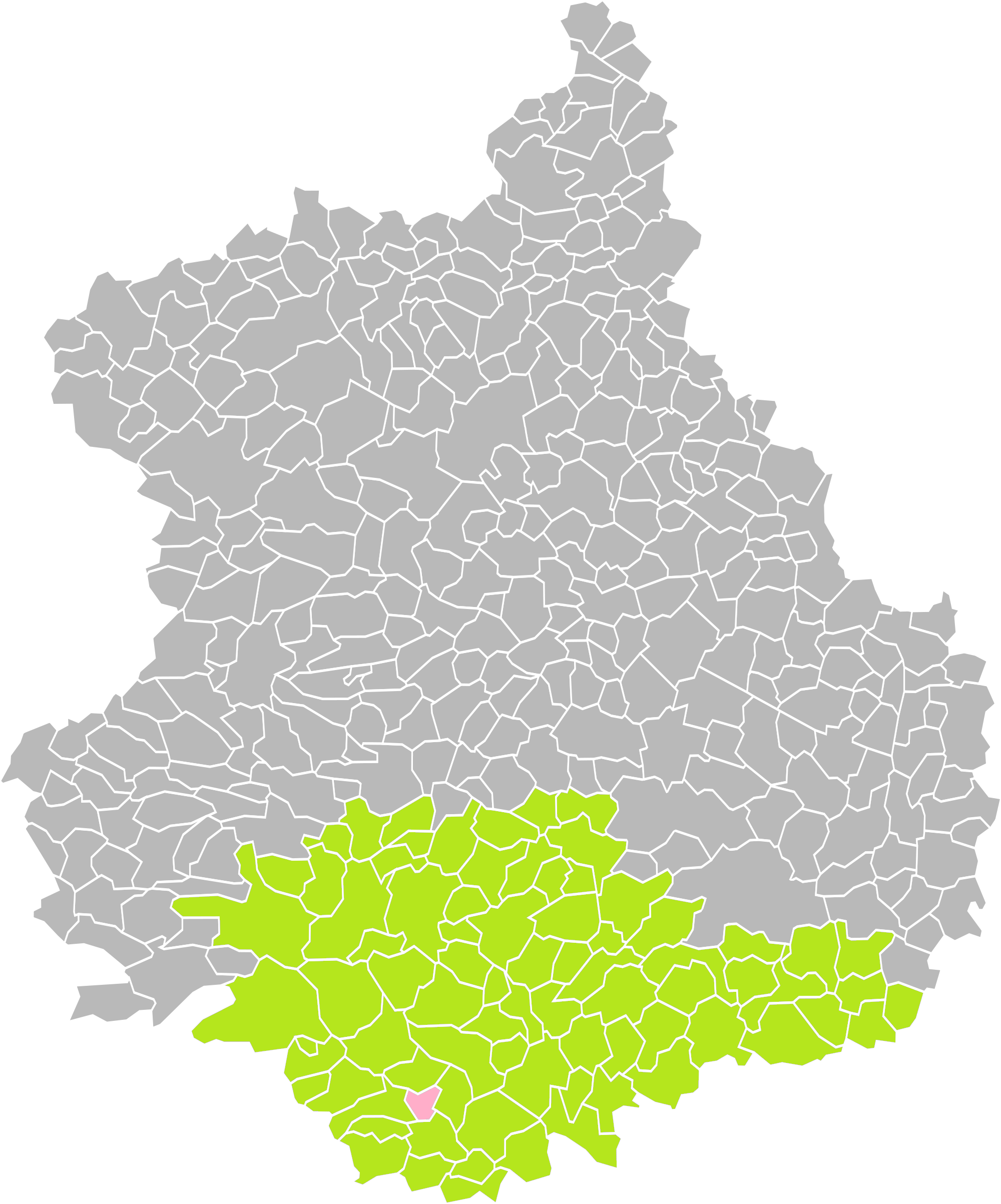
Position de Douy (en rose) dans l'arrondissement de Châteaudun (en vert) du département d'Eure-et-Loir (grisé).

## Géographie

### Communes limitrophes
|                         | Saint-Denis-les-Ponts |                      |
| Saint-Hilaire-sur-Yerre | Douy                  | La Chapelle-du-Noyer |
|                         | Autheuil              |                      |

## Toponymie
Le nom de la localité est attesté sous les formes Divacus en 861, Duiacum en 1119, Docium en 1130.
Douy signifie « marais ». De tous temps, Douy a les pieds dans l'eau. Aujourd'hui, 300 hectares de la commune sont inondables.

## Hameaux, écarts et lieux-dits
- Fontaine-Marie

## Histoire

### Époque contemporaine

#### XXesiècle
Le 1er janvier 2017, Douy est intégrée à la commune nouvelle de Cloyes-les-Trois-Rivières, avec statut de commune déléguée.

## Politique et administration

### Liste des maires
| Période                                  | Période          | Identité           | Étiquette | Qualité |
| ---------------------------------------- | ---------------- | ------------------ | --------- | ------- |
| Mars 1977                                | Mars 1983        | Jacques d'Estampes |           |         |
| Mars 1983                                | Mars 1989        | Georges Perraut    | SE        |         |
| Mars 1989                                | 31 décembre 2016 | Jean-Yves Deballon | SE        |         |
| Les données manquantes sont à compléter. |                  |                    |           |         |

## Population et société

### Démographie
L'évolution du nombre d'habitants est connue à travers les recensements de la population effectués dans la commune depuis 1793. À partir du 1er janvier 2009, les populations légales des communes sont publiées annuellement dans le cadre d'un recensement qui repose désormais sur une collecte d'information annuelle, concernant successivement tous les territoires communaux au cours d'une période de cinq ans. 
Pour les communes de moins de 10 000 habitants, une enquête de recensement portant sur toute la population est réalisée tous les cinq ans, les populations légales des années intermédiaires étant quant à elles estimées par interpolation ou extrapolation. Pour la commune, le premier recensement exhaustif entrant dans le cadre du nouveau dispositif a été réalisé en 2005,.
En 2014, la commune comptait 563 habitants, en évolution de +7,24 % par rapport à 2009 (Eure-et-Loir : +1,94 %, France hors Mayotte : +2,49 %).
| 1793 | 1800 | 1806 | 1821 | 1831 | 1836 | 1841 | 1846 | 1851 |
| ---- | ---- | ---- | ---- | ---- | ---- | ---- | ---- | ---- |
| 356  | 298  | 349  | 360  | 457  | 479  | 441  | 470  | 510  |

| 1856 | 1861 | 1866 | 1872 | 1876 | 1881 | 1886 | 1891 | 1896 |
| ---- | ---- | ---- | ---- | ---- | ---- | ---- | ---- | ---- |
| 528  | 524  | 543  | 496  | 496  | 499  | 487  | 495  | 472  |

| 1901 | 1906 | 1911 | 1921 | 1926 | 1931 | 1936 | 1946 | 1954 |
| ---- | ---- | ---- | ---- | ---- | ---- | ---- | ---- | ---- |
| 437  | 394  | 387  | 331  | 362  | 348  | 342  | 367  | 364  |

| 1962 | 1968 | 1975 | 1982 | 1990 | 1999 | 2005 | 2010 | 2014 |
| ---- | ---- | ---- | ---- | ---- | ---- | ---- | ---- | ---- |
| 348  | 300  | 314  | 359  | 436  | 447  | 462  | 548  | 563  |

## Culture locale et patrimoine

### Lieux et monuments

#### Prieuré Saint-Julien
Le prieuré de Douy est situé sur un site remarquable entre deux bras du Loir, à proximité du moulin de Douy (rue de la Vallée). Mentionné dès 860, il est un des plus anciens du diocèse de Chartres.
La chapelle remonte aux XIe et XIIe siècles et fait partie des six chapelles romanes qui jalonnent le bord du Loir sur environ 80 km depuis Saint-Denis-les-Ponts jusqu'à Troo. Celles-ci se caractérisent par leurs dimensions modestes, leur proximité immédiate de la rivière et leurs fresques romanes.
Du prieuré subsistent actuellement l'ancienne maison du prieur, très restaurée au XIXe siècle, le pigeonnier et la chapelle, restaurée en 1967. Cette restauration a fait apparaître dans l'abside des fresques du XIIe siècle remarquablement conservées, inscrites en tant que monument historique en 1995.

#### Église de la Sainte-Trinité
L'église de la Sainte-Trinité était précédemment dédiée à Saint-Sauveur.
Sur son mur nord-ouest, est accolée une chapelle seigneuriale de la famille de Reviers. Une verrière de plein cintre présente un vitrail dédié à « Mater Dei » (Mère de Dieu), comportant huit portraits, le blason et la devise de la famille : « Ardent et fidèle ».
Deux vitraux du XIXe siècle, l'un représentant saint Luc et le second l'Immaculée Conception, sont signés respectivement « Kuchelbecker Jacquier Le Mans 1886 » et « Testeau Orléans 1887 ».

Église de la Sainte-Trinité, vues de l'extérieur
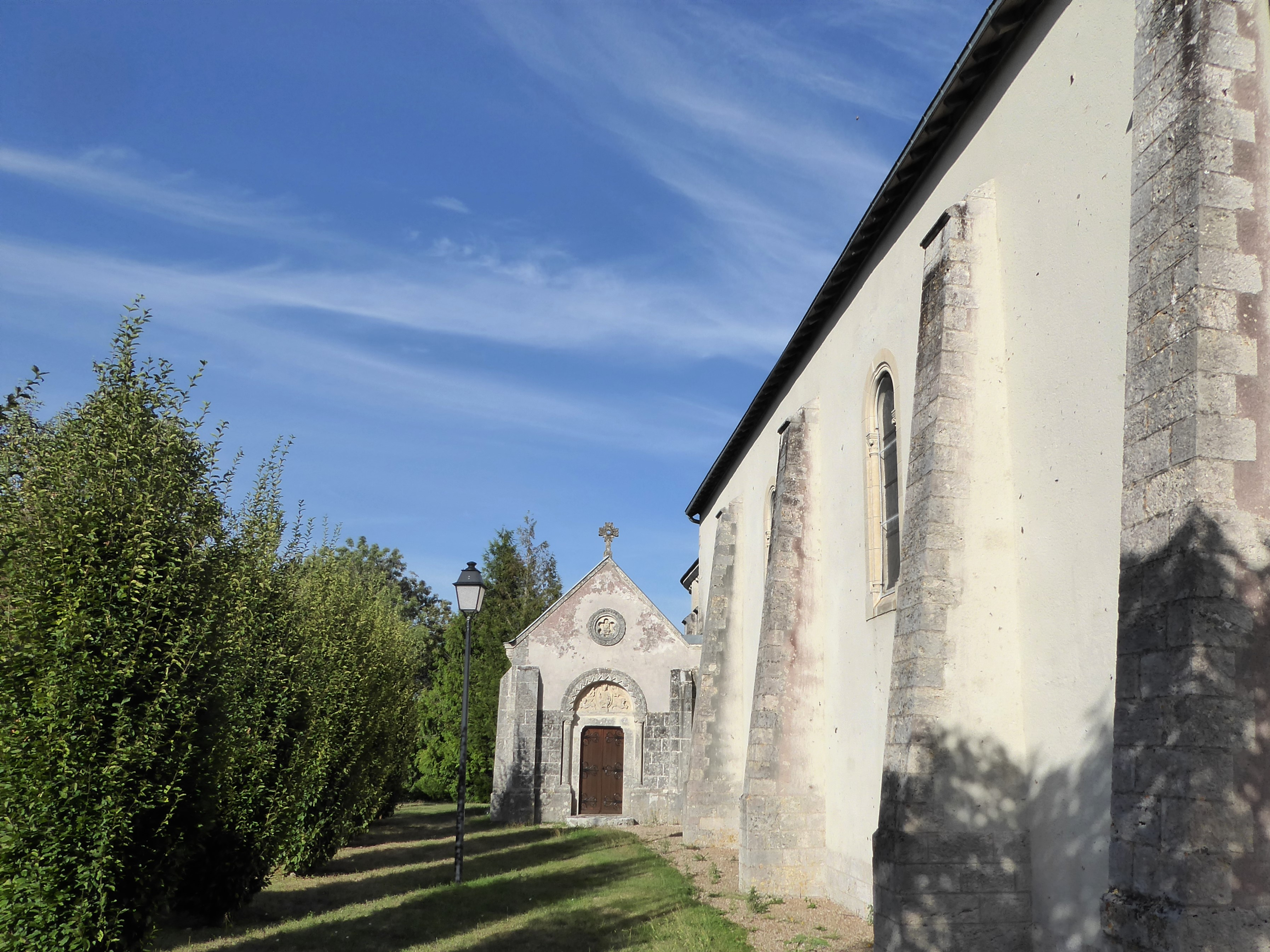
Mur nord-ouest et chapelle seigneuriale.
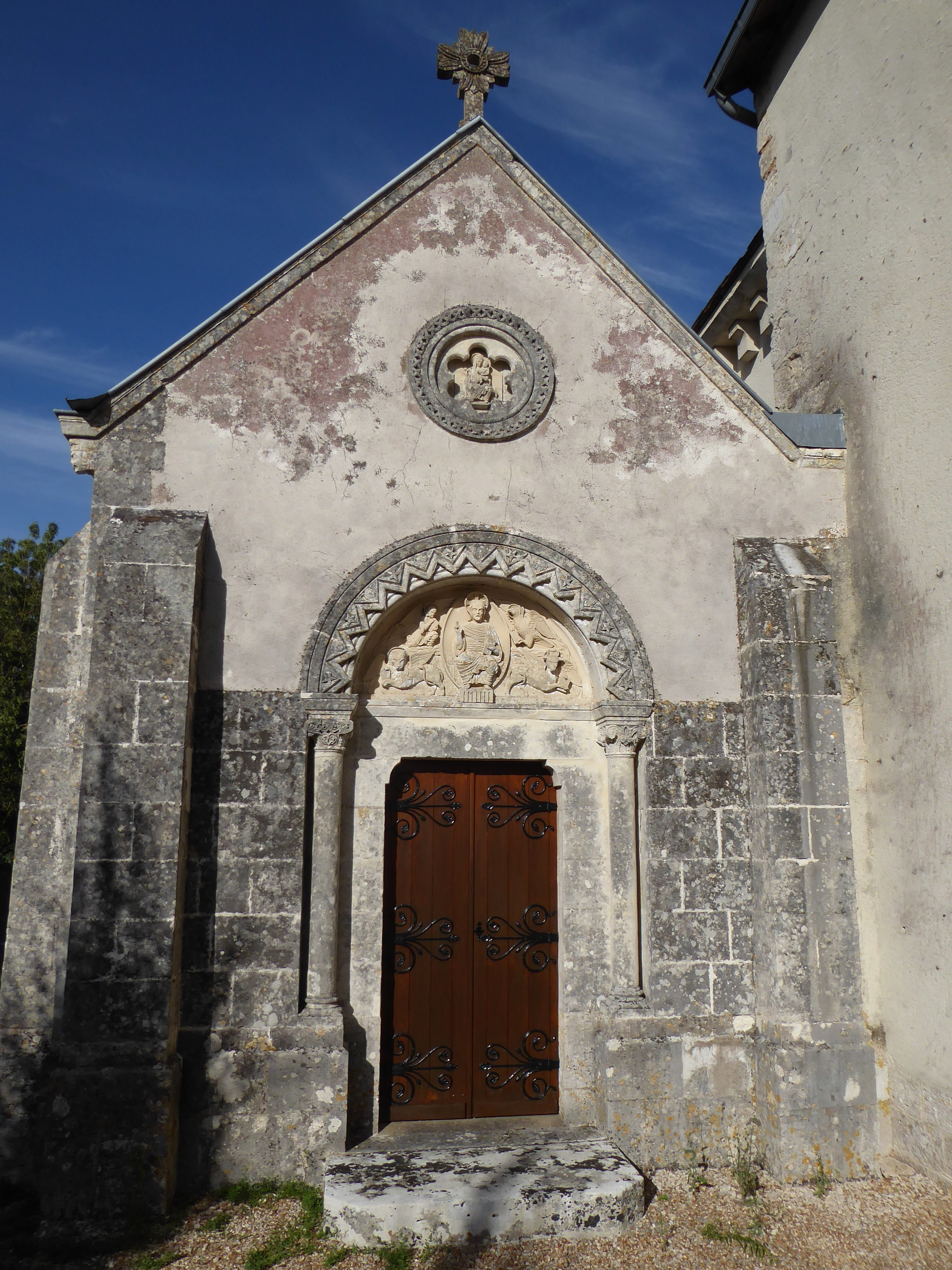
Chapelle seigneuriale.
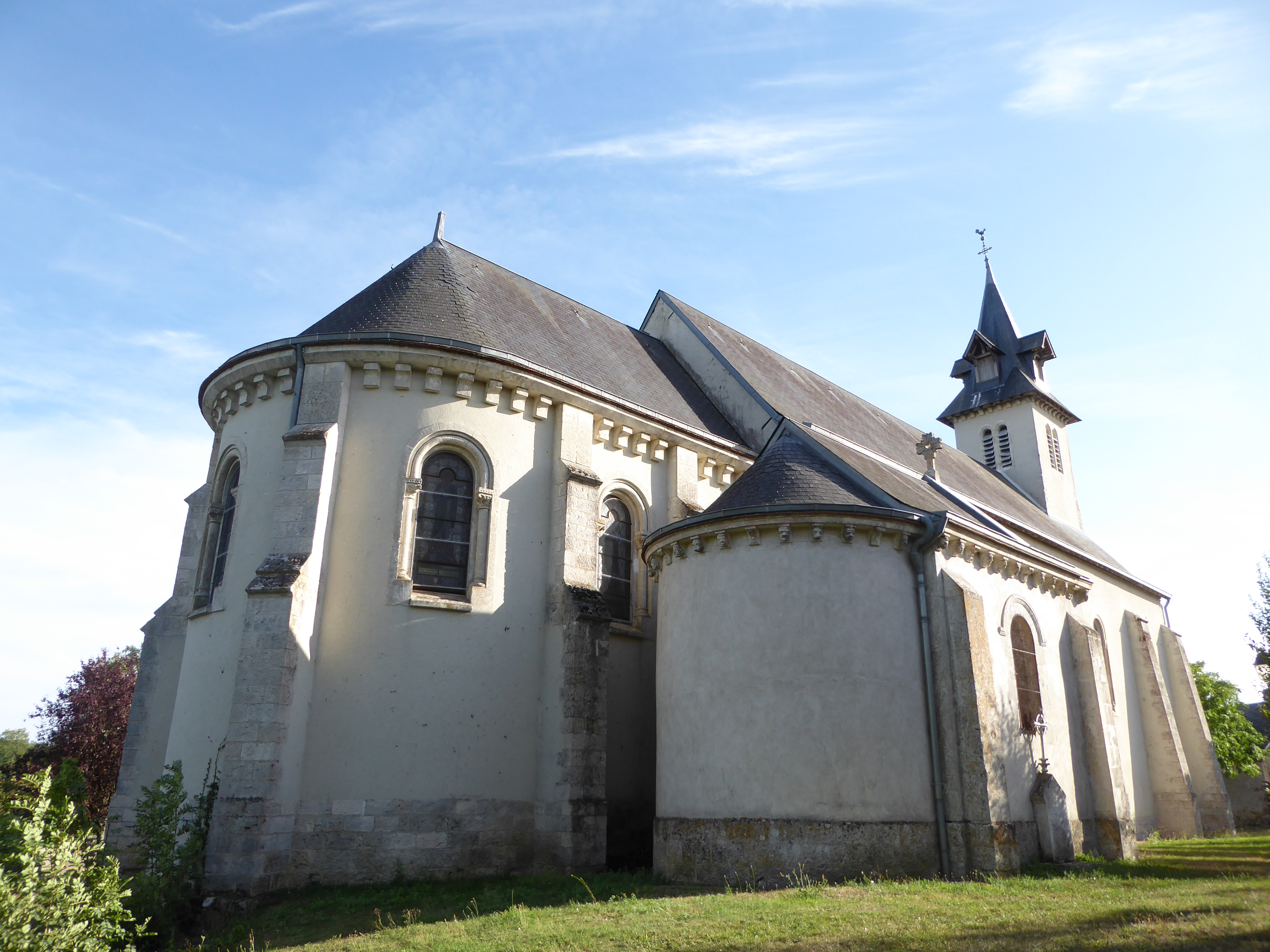
Chevet, chapelle et clocher.

Église de la Sainte-Trinité, vues de l'intérieur
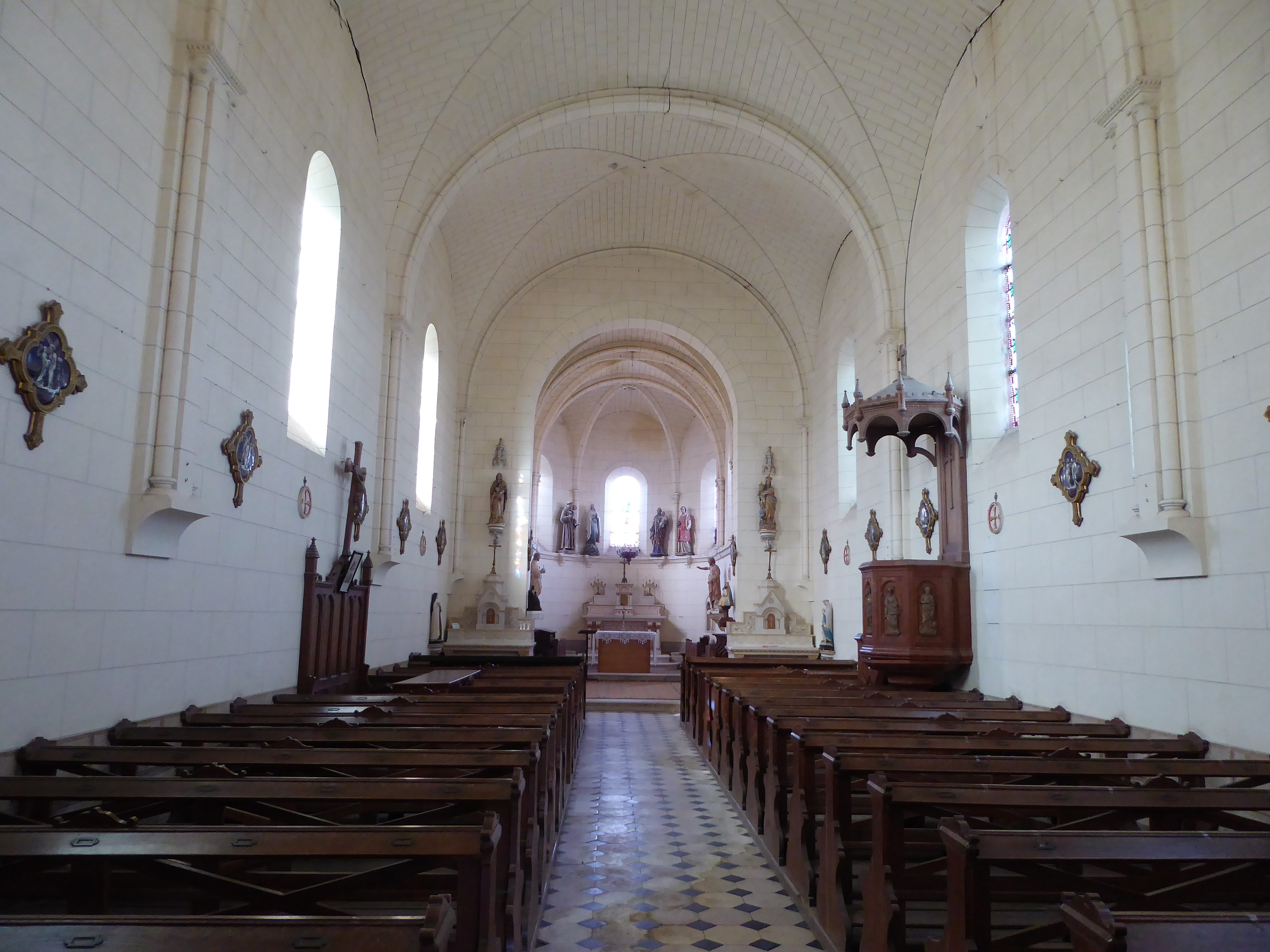
Nef et chœur.
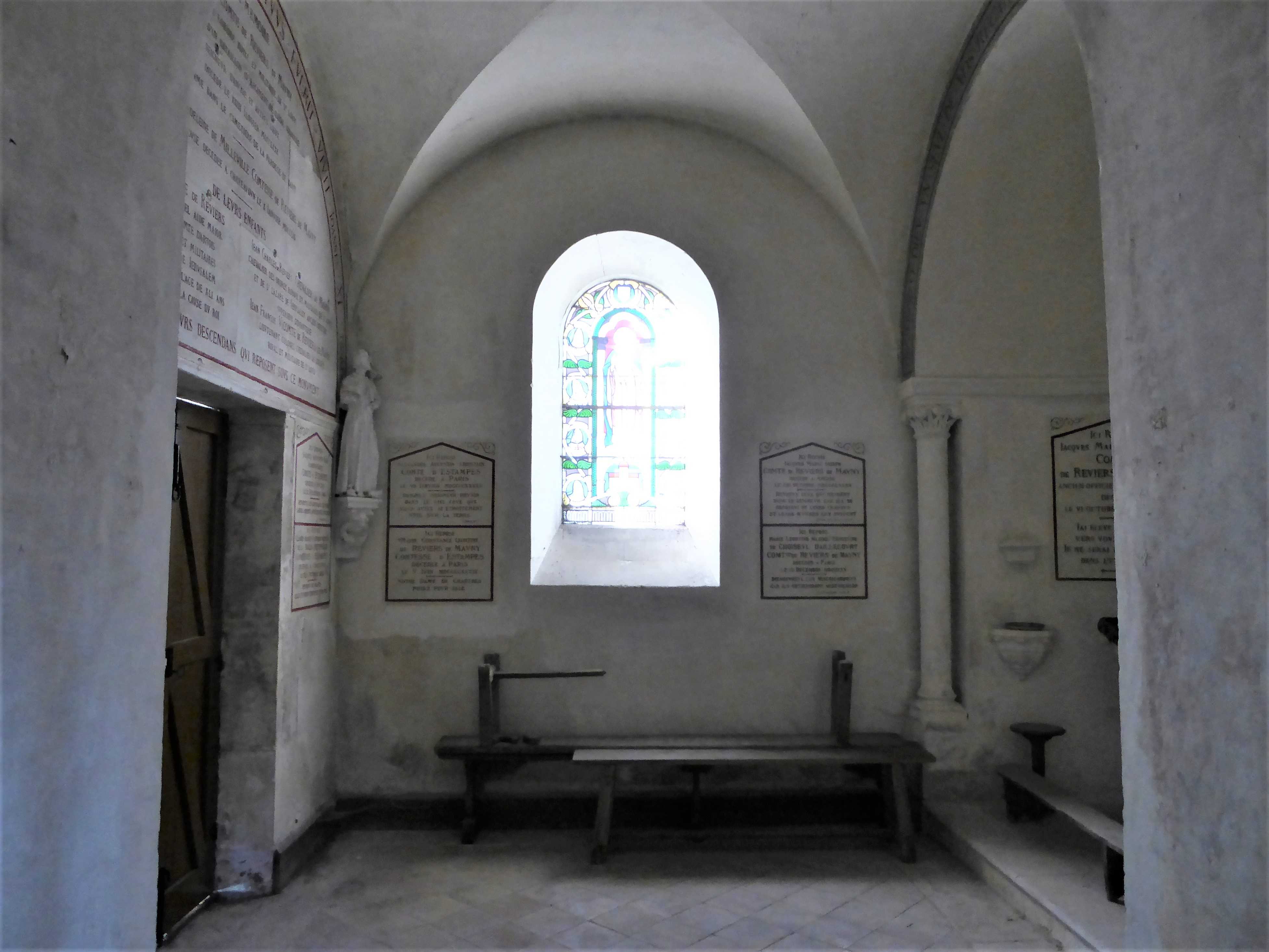
Chapelle seigneuriale.
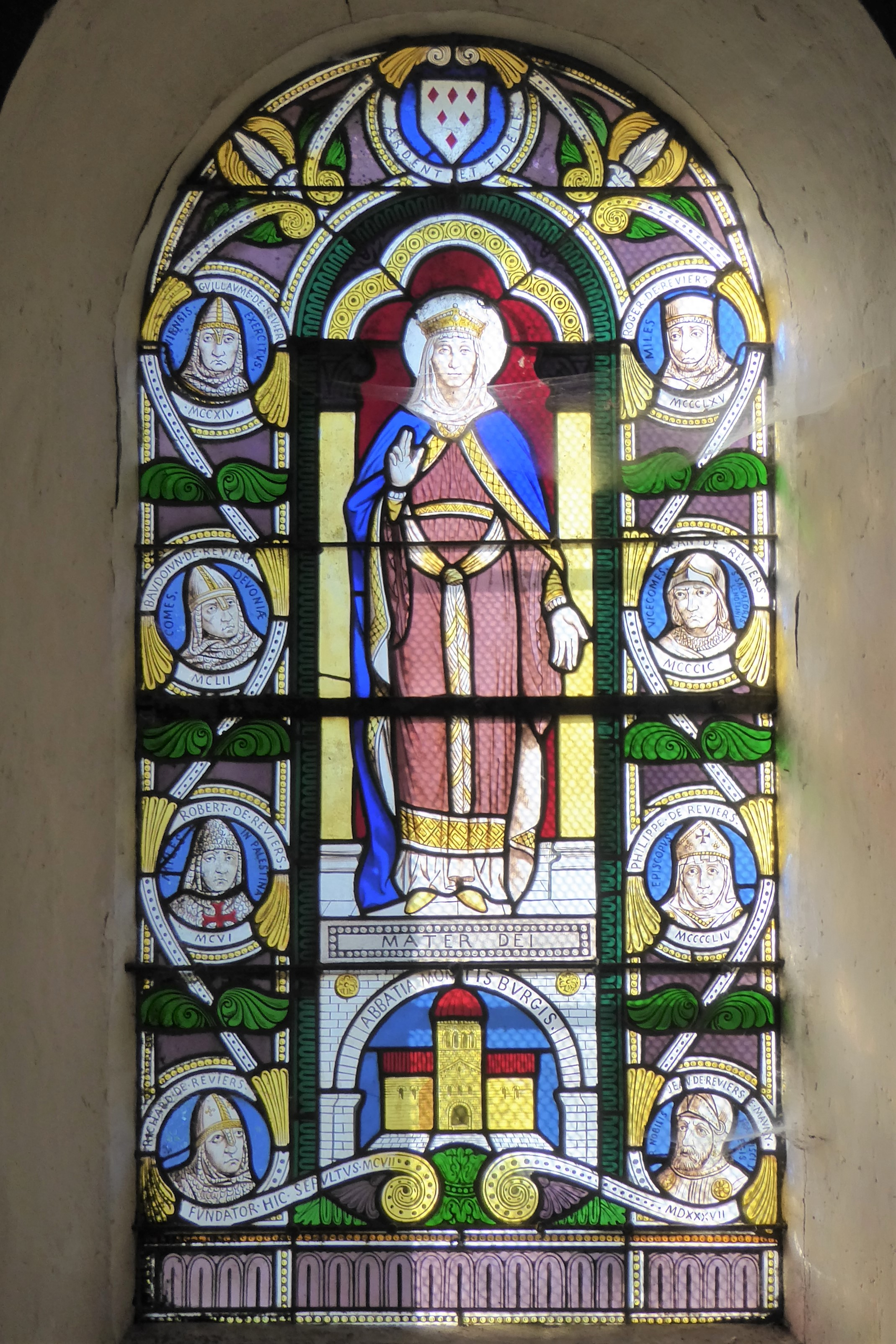
Mater Dei.
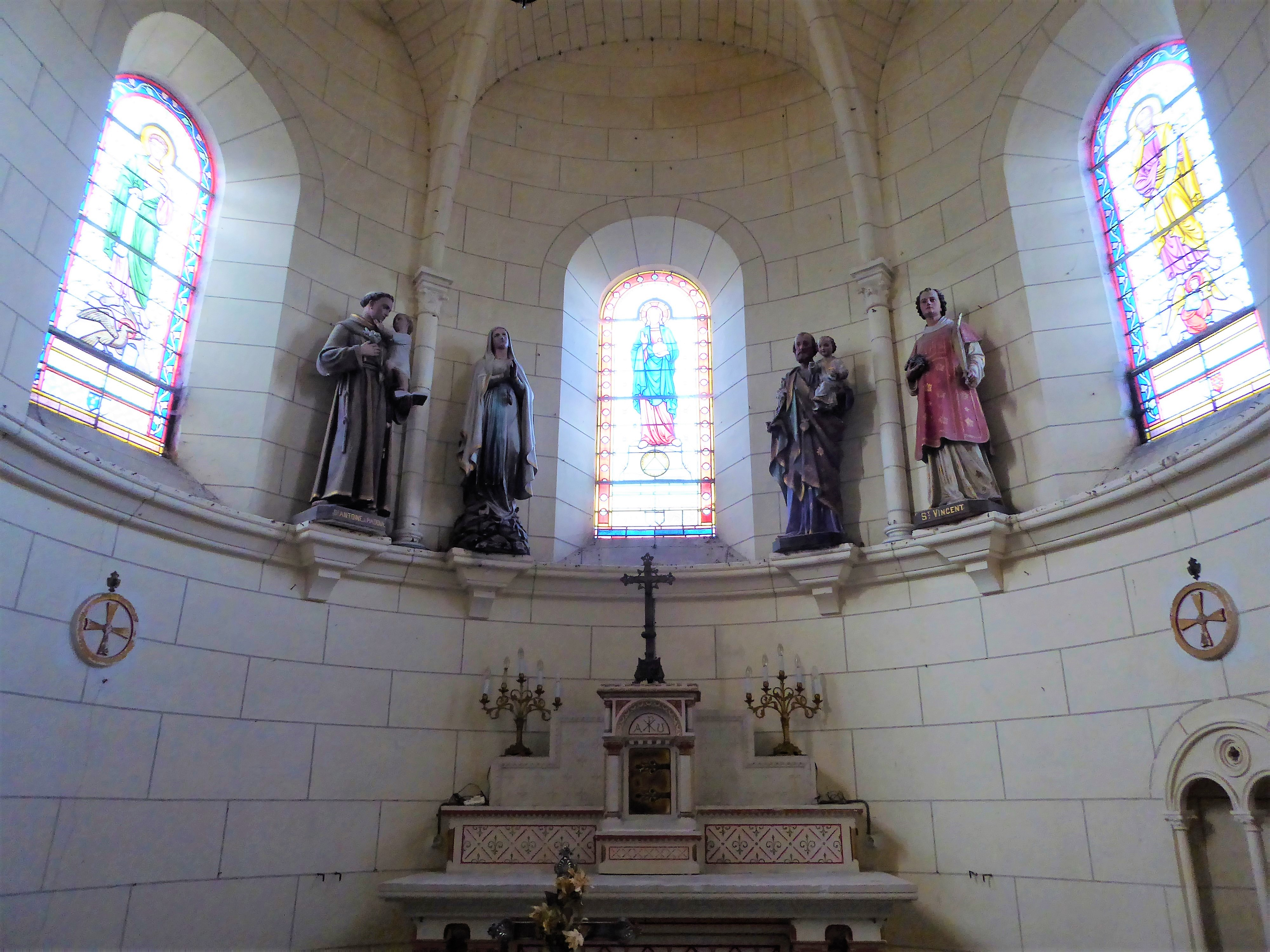
Autel et chœur.
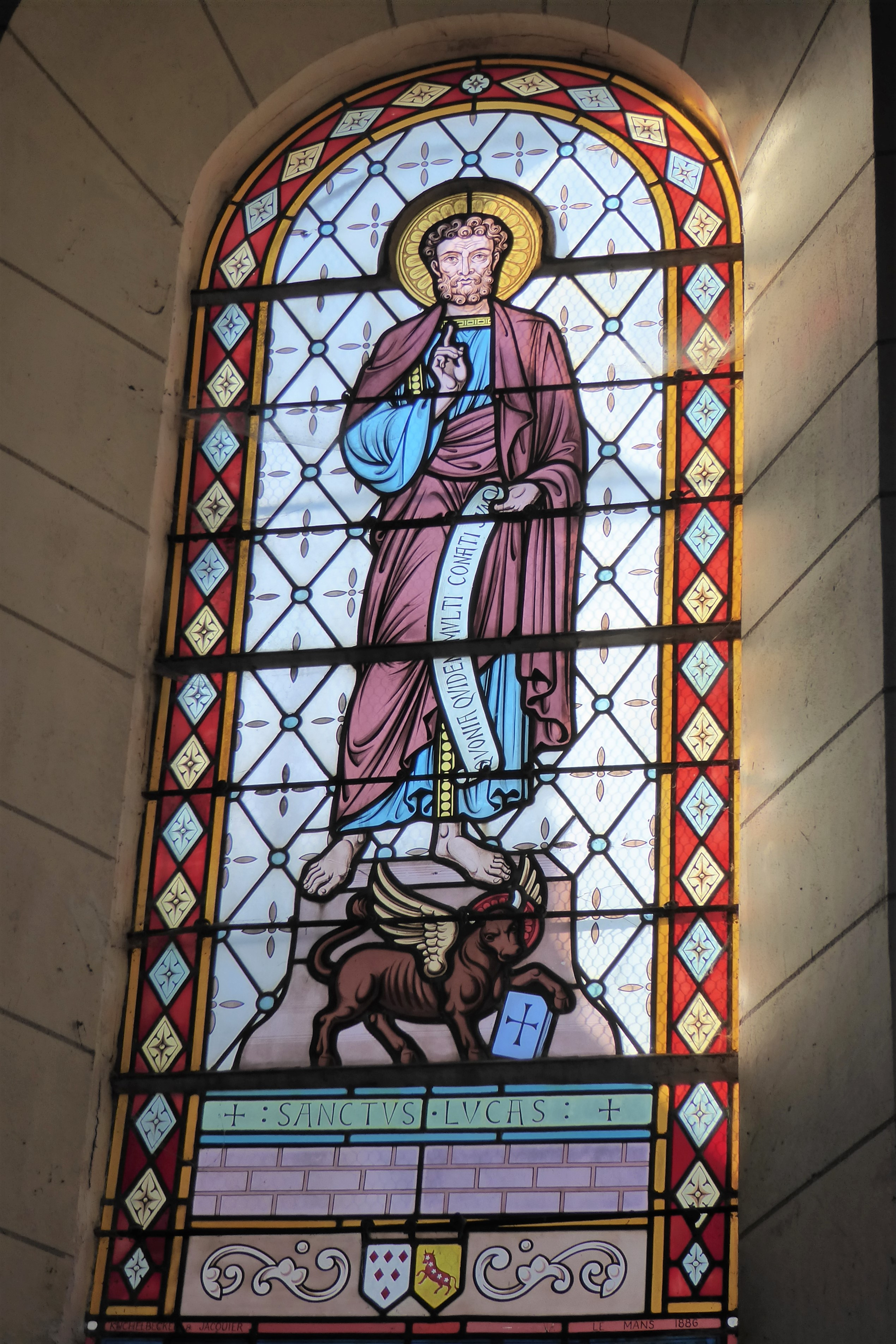
Sanctus Lucas.
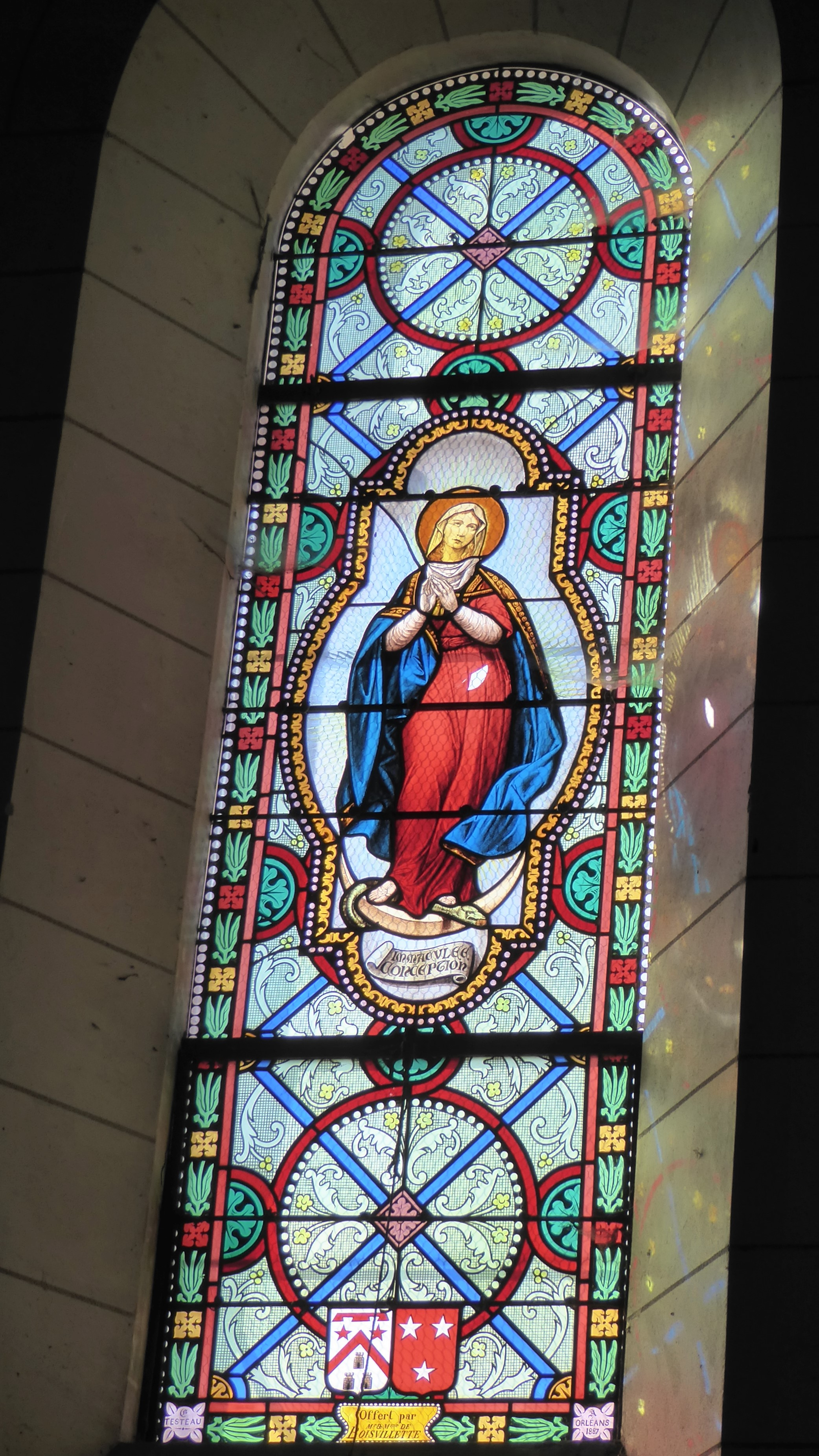
Immaculée Conception.
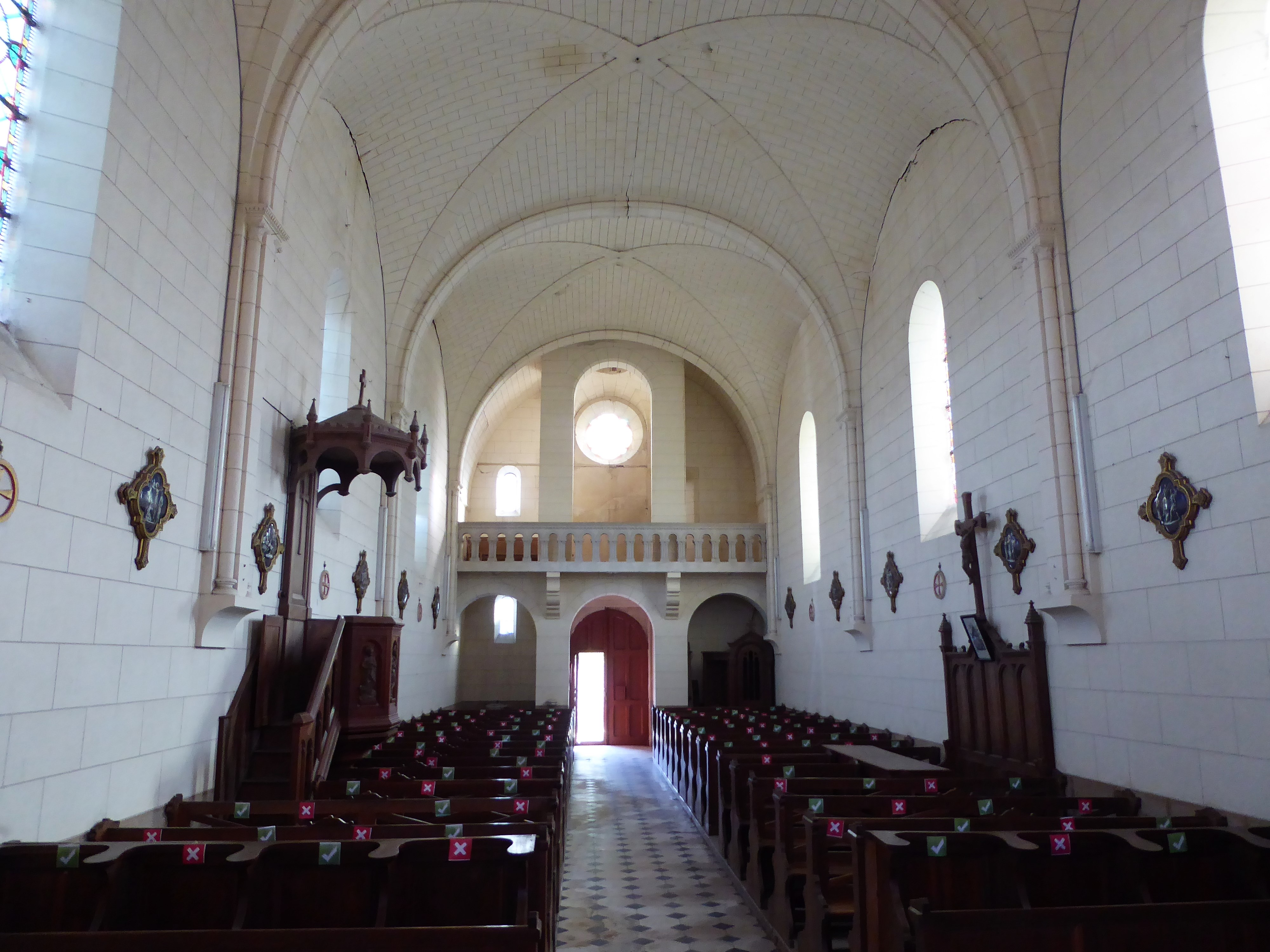
Nef et tribune.

#### Autres lieux et monuments
- Le moulin à eau de Courgain.

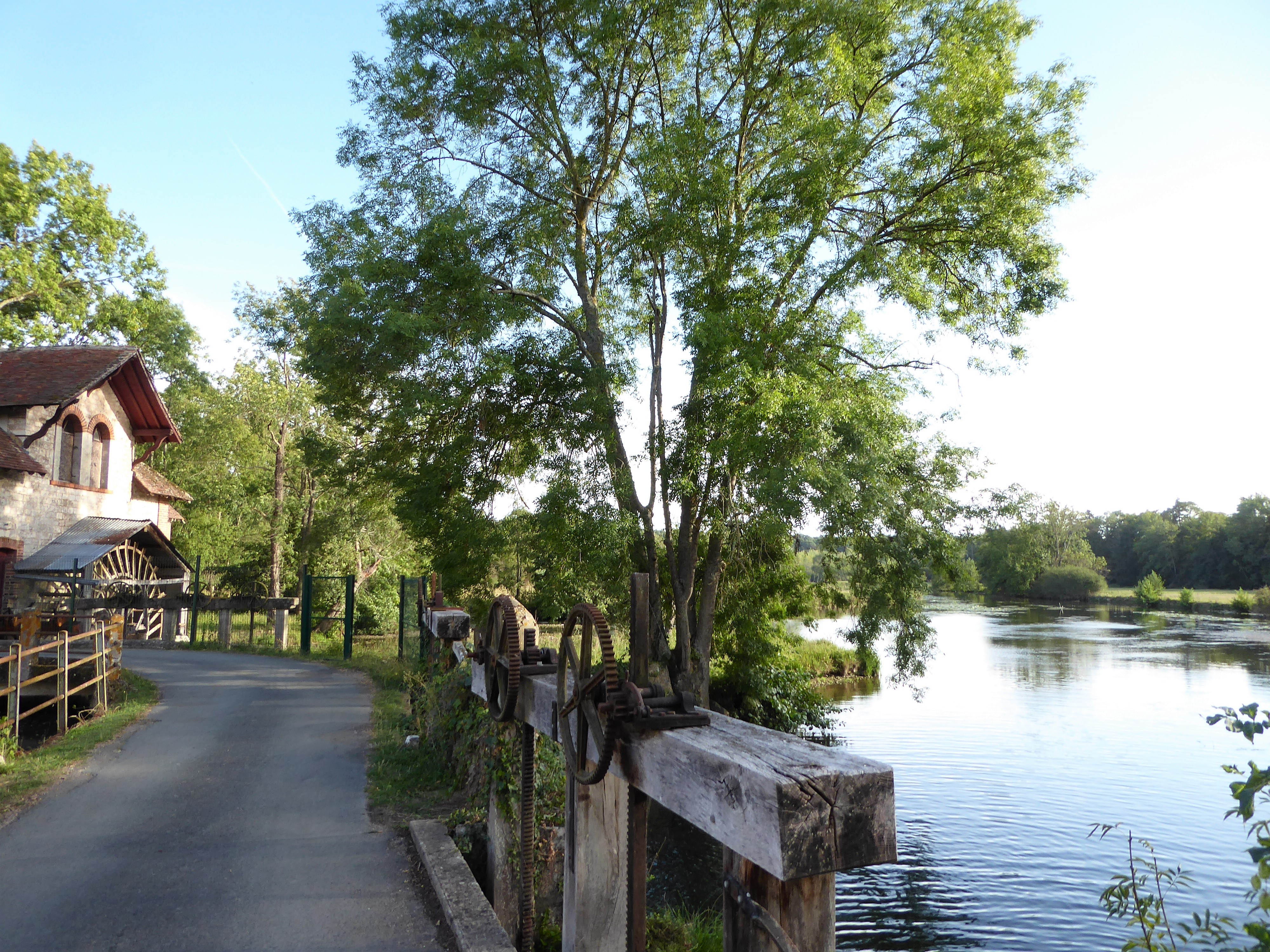
Le Moulin de Courgain.

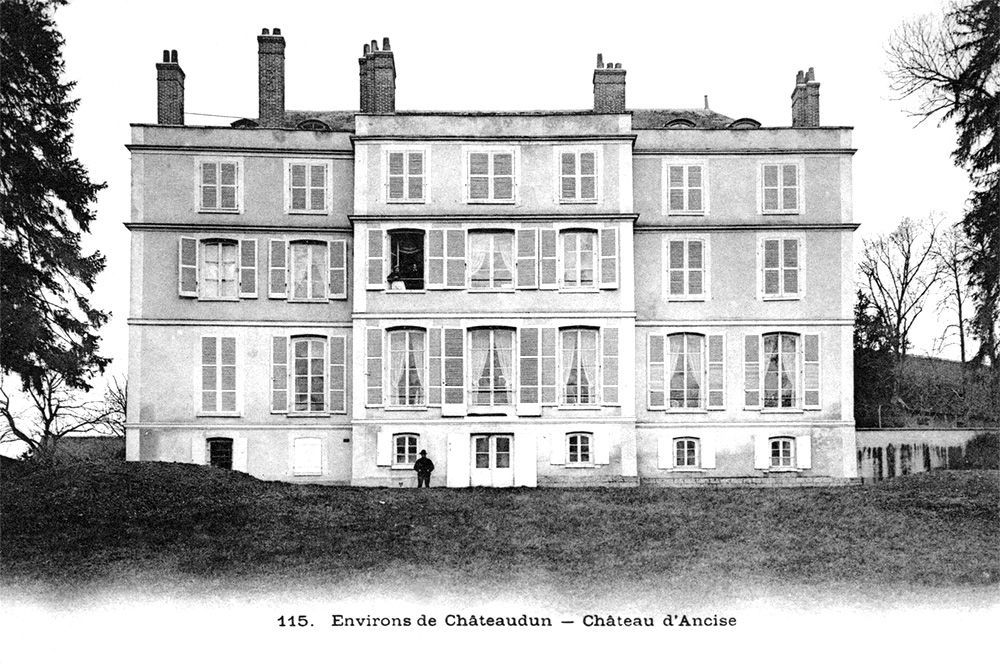
Le château d'Ancise.

- Le four à chaux situé contre un front de carrière, rive gauche du Loir, en amont du moulin de Battereau.
- Le château d'Ancise.
- Le château de la Boulidière.

### Héraldique
|  | Les armes de la commune se blasonnent ainsi : D’or aux trois chevrons d’azur. |